# Vectisaurus
Genre
Vectisaurus(Reptile de l'île de Wight) est un genre de dinosaures, proche parent de Iguanodon, qui vivait aux mêmes endroits et à la même époque. Pour certains, Vectisaurus serait en fait une espèce d'Iguanodon. On n'a retrouvé que quelques ossements de Vectisaurus sur l'île de Wight et la seule différence avec Iguanodon tient à la hauteur de ses épines dorsales qui forme une crête comme Ouranosaurus (autre dinosaure de la famille des Iguanodontidae). Il vivait dans le sud de l'Angleterre au Crétacé inférieur.

## Description
Comparé à Iguanodon bernissartensis, Vectisaurus était le plus petit avec ses 4 mètres de longueur et ses 800 kilogrammes. Ses membres antérieurs étaient proportionnellement plus courts que ceux de Iguanodon bernissartensis. Les membres antérieurs de Vectisaurus étaient environ la moitié de la longueur des membres postérieurs. En raison de cette variante entre Iguanodon bernissartensis et Vectisaurus, Gregory Paul a proposé en 2007 que Vectisaurus était principalement bipède, contrairement aux autres Hadrosauriformes.